# Arta interpretativă vocală maramureșeană
Preponderent liric (de dragoste, de dor, de jale, de cătănie și haiducie), repertoriul muzical tradițional e completat de colinde, cântece de leagăn, bocete și balade.
De regulă, melosul însoțește expresia verbală versificată, însă îl regăsim și în interpretări instrumentale, individuale sau în acompaniament orchestral. În acest caz, distingem o particularitate folcloristică: în Maramureș, virtuozitatea interpretărilor instrumentale a atins uneori performanțe fără precedent, prin contopirea notelor muzicale cu tonalitatea cuvintelor, într-o simbioză perfectă. 
Din gama instrumentelor muzicale se remarcă, alături de cele eminamente pastorale (trâmbița, cavalul și fluierul), vioara sau „cetera” cu patru coarde, acordate în cvintale uzuale. Aceasta este însoțită, de cele mai multe ori, de „zongoră”, o chitară obișnuită, cu două, trei sau patru coarde (acordate în re-la sau la-do-la-mi). De curând, acestora li s-a adăugat „doba”, o tobă de construcție artizanală, de mărime mijlocie, cu două membrane. Taraful maramureșean este mărit cu o vioară secundă („contră”) și cu o „gordună” (contrabas mic) (v. Tiberiu Alexandru, 1989). 
De remarcat faptul că, în lipsa instrumentelor, ritmul e dat de tropotitul dansului sau bătaia din palme, ceea ce apropie mai mult acest act cultural contemporan de actele rituale vechi și chiar manifestările transcedentale. Mesajul e transmis către auditoriu pe un canal al subconștientului cu ajutorul melosului. 
În preistorie, cuvântul însoțit de muzică și dans a fost un protector miraculos al omului „în fața necunoscutului, în fața forțelor înfricoșătoare ale naturii” (George Nițu, 1988), care trebuiau îmbunate. 
„În fruntea horelor maramureșene se cere așezată, fără nici un dubiu, horea lungă - horea frunzei” (Mihai Pop, 1980). Ea a fost semnalată de etnomuzicologul de talie mondială, Bela Bartok (1923), în Maramureșul istoric, dar ea persistă în prezent doar în Țara Lăpușului. Melodia nu are o formă fixă conturată, iar durata este limitată doar de context, de starea sufletească a interpretului. 
Melodiile cântecului propriu-zis sunt construite în strofe regulate și au o formă arhitectonică închegată; cu toate acestea, permit anumite improvizații melodice, ritmice sau ornamentale, în funcție de virtuozitatea interpretului vocal. (T. Alexandru, 1989). 
Referitor la simbioza dintre melodie și cuvinte, mai trebuie să precizăm faptul că, de regulă, această relație este laxă, adică „același text poetic este cântat în locuri diferite și chiar în momente diferite pe melodii diferite” (Mihai Pop, 1980). Cu alte cuvinte, melodiile nu sunt fixate neapărat de anumite texte, având astfel un caracter „itinerant”. Excepție de la această regulă o constituie colindele (cf. C. Brăiloiu, 1956), unde versurile par a fi legate de aceeași melodie într-o anumită comunitate sau regiune. 
Un rol importat, sub aspect melodic, dar și lexical, îl au refrenele cântecelor. Repetate cu ostentație, la un interval regulat de timp, refrenul are darul să imprime o anumită stare de spirit, generată de melos și mesajul cuvintelor care îl alcătuiesc. Se realizează astfel o anumită „psihoză a cuvintelor” transformate în incantații (mai degrabă magice decât religioase), prin care se face saltul de la universul profan, laic, la cel sacru (mistic). 
Astfel, identificăm în refrenele unor cântece (propriu-zise, de leagăn, dar în special în colinde), o relație cu sacralitatea. Se presupune că incantațiile și melosul îndeplineau și o funcție curativă, profilactică în tratarea unor maladii (de regulă, psihice), știut fiind faptul că, în vechime, procesul medical de recuperare viza spiritul și trupul deopotrivă (v. Dorin Ștef, 2005).